# Albino Colón Alonso
Albino Colón Alonso (Hervías, 1895 - Orgaz, 24 de octubre de 1939) fue un político y sindicalista español. De profesión Secretario de Ayuntamiento, durante la guerra civil española fue militante del PCE y presidente de la Casa del Pueblo de Orgaz. Tras el triunfo del bando sublevado, fue condenado a muerte, ejecutado y enterrado en la fosa común de Orgaz.

## Biografía
Nacido en un pequeño pueblo de La Rioja, accedió por oposición al Cuerpo de Secretarios de Ayuntamiento. Afiliado en un principio a Izquierda Republicana, a raíz del comienzo de la contienda se pasó al PCE del que posteriormente abandonó o fue expulsado, existiendo controversia sobre esta circunstancia. Tras la caída del gobierno de la Segunda República Española, fue acusado, en un juicio absolutamente carente de garantías, de participar en la detención de personas afectas al bando sublevado así como de apropiarse de sus bienes, por lo que fue condenado a muerte en aplicación de la Ley de Responsabilidades Políticas. Enterrado en la fosa común de Orgaz, tras la Transición Española sus restos fueron trasladados al cementerio de dicha localidad.